# José Antonio Navarro Arteaga

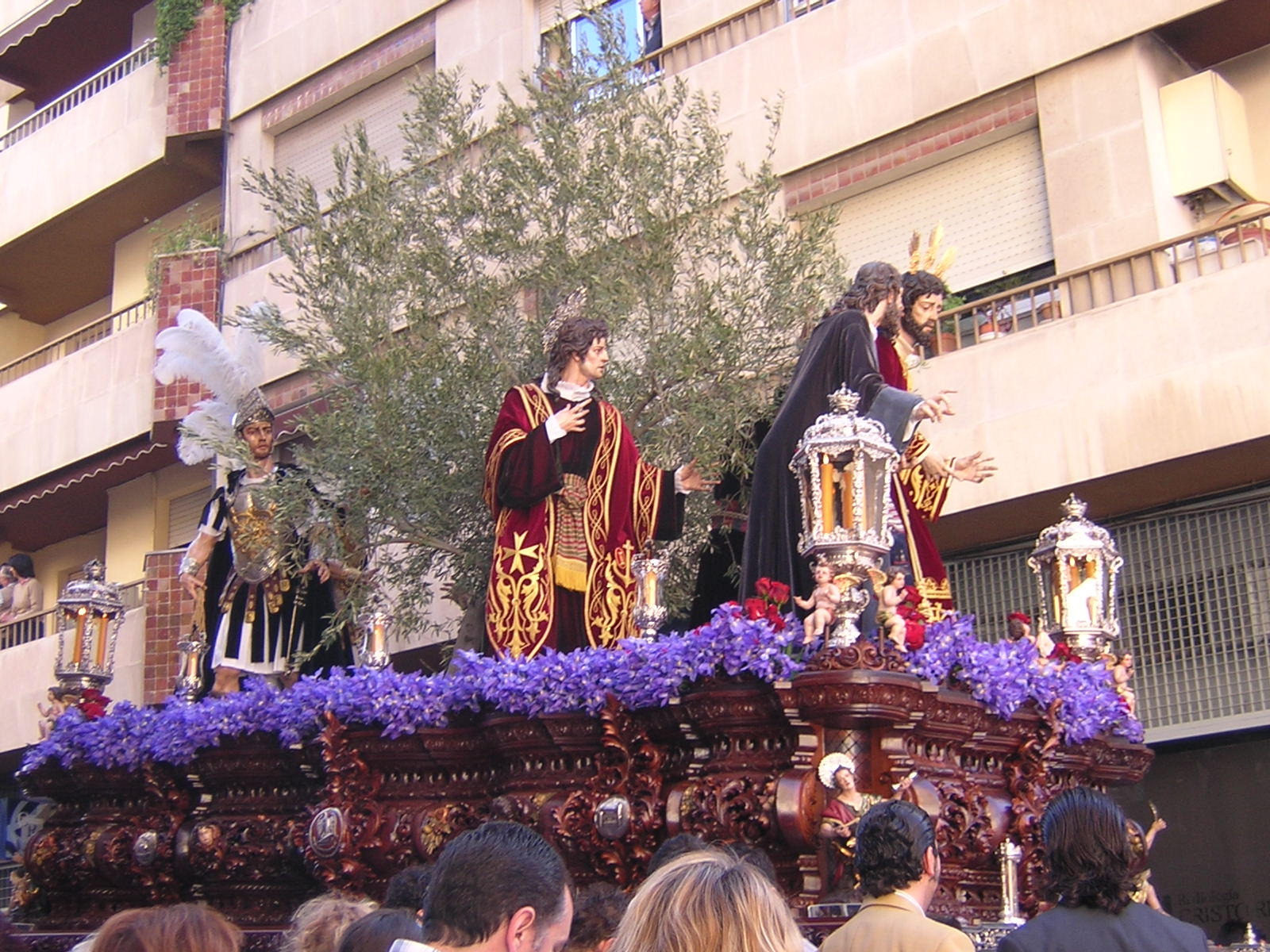
Paso de misterio del Cristo del Amor en su prendimiento, Jaén.

José Antonio Navarro Arteaga (Barrio de Triana, Sevilla, 1965) es un escultor español especializado en imaginería religiosa. A los 15 años ingresó como aprendiz en el taller del escultor Juan Ventura, discípulo a su vez de Francisco Buiza, a partir de 1986 comenzó a trabajar de forma independiente en su propio taller. Ha realizado numerosas tallas en madera destinadas a Hermandades de Semana Santa de diferentes ciudades de Andalucía y el resto de España.

## Obra

### Religiosa
Algunas de sus obras más conocidas son: 

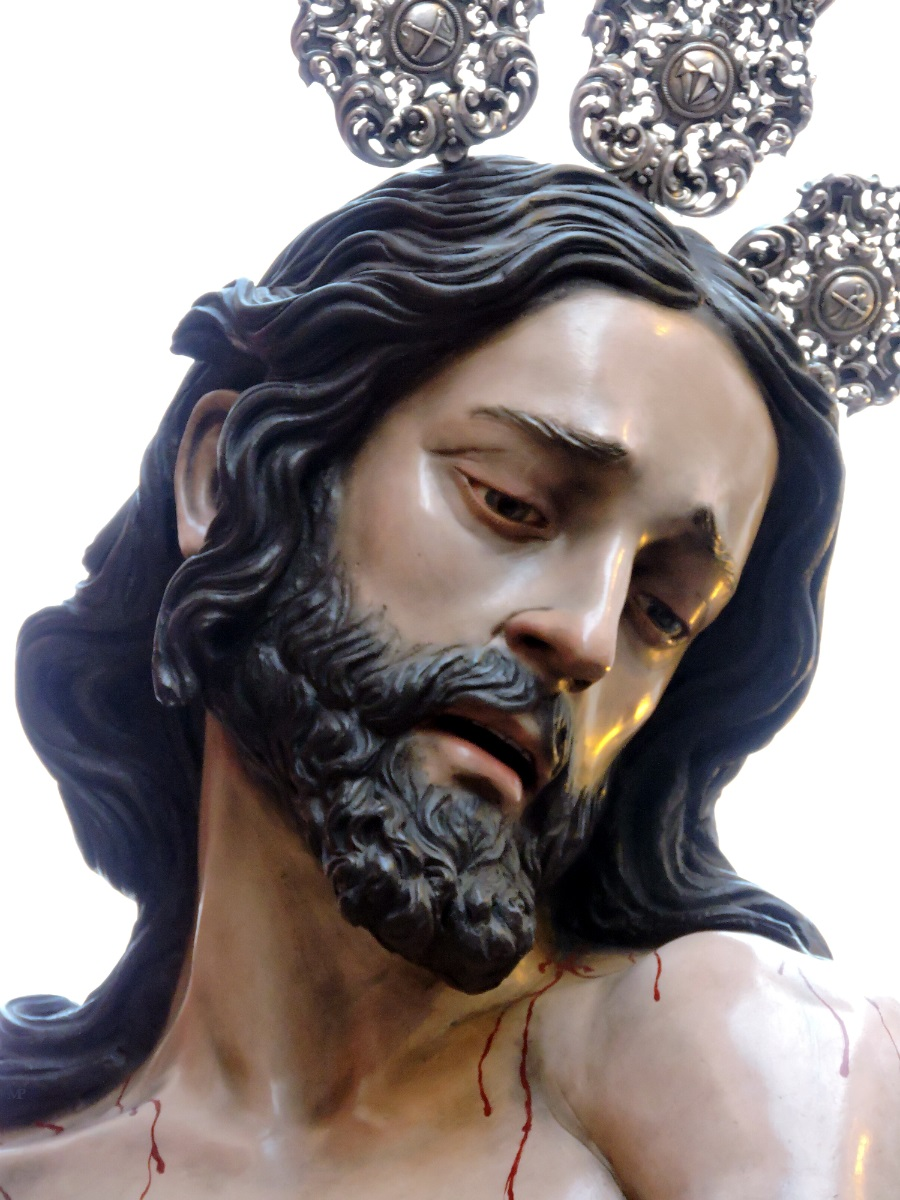
Cristo de la Coronación de Espinas, Paso Azul de Lorca (Murcia)

- Nuestro Padre Jesús Nazareno Redentor del Mundo Hermandad de la Mediadora (Málaga).
- Nuestro Señor Jesús Nazareno en su Entrega Hermandad de la Entrega de Guadalcacín (Jerez)
- María Santísima Reina de los Ángeles Hermandad de la Entrega de Guadalcacín (Jerez)
- Cristo de Pasión y Muerte de la Hermandad de Pasión y Muerte (Sevilla).
- Nuestra Señora del Desconsuelo y Visitación de la Hermandad de Pasión y Muerte             (Sevilla)
- Santísimo Cristo Yacente de la Hermandad Sacramental de Umbrete (Sevilla).
- Santísimo Cristo de la Cruz de la Parroquia de San Joaquín de Triana (Sevilla)
- Imagen de Judas Iscariote para la Hermandad del Prendimiento y Rosario (Linares).
- Nuestro Señor en Su Sentencia (Úbeda).
- Nuestro Padre Jesús de Pasión (Martos).
- Grupo escultórico formado por Cristo y los 12 apóstoles de la Sagrada Cena (Almería).[2]
- Nuestro Padre Jesús del Gran Poder para la Hermandad del Gran Poder (Almería)
- Nuestra Señora del Carmen para la Hermandad del Gran Poder (Almería)
- Santísimo Cristo de la Buena Muerte El Ejido (Almería)
- La Exaltación de la Cruz (León).
- Cristo del Amor (Jaén).
- Jesús de la Esperanza en el Puente Cedrón de la Hermandad de la Milagrosa (Sevilla).
- Nuestra Señora del Amparo y ángel para el paso de misterio de la Oración en el Huerto(Córdoba).
- Santísimo Cristo de la Esperanza para la Cofradía del Silencio de La Línea de la Concepción (Cádiz).
- María Santísima Reina de los Ángeles para la Hermandad del Gran Poder de La Línea de la Concepción (Cádiz).
- Grupo escultórico de la Coronación de Espinas de Nuestro Señor Jesucristo de la Hermandad de Labradores (Paso Azul) de Lorca.[3]
- San Juan Evangelista para la Cofradía de las Penas (Málaga).
- Jesús de la Redención, María Stma. del Dulce Nombre y San Juan Evangelista para la Archicofradía del Rosario de Salamanca.[4][5]
- Piedad del Santísimo Cristo de la Misericordia y Virgen de los Dolores para la Hermandad de San José de Coria del Río  (Sevilla).
- Cristo de la Última Cena y apostolado para la Cofradía de la Sagrada Eucaristía en Zaragoza.

- Cristo del Buen Fin, María Santísima de la esperanza de la Trinitaria y grupo de  misterio de la Agrupación de la Esperanza Trinitaria también en Zaragoza

- varios retablos para la Ermita de El Rocío de Almonte (Huelva).[6][7][8]

### No religiosa
Entre sus obras no religiosas destaca el monumento dedicado a la afición del Real Betis Balompié que está situado en la Avenida Ramón Carande de Sevilla y la escultura en homenaje al cantaor flamenco Pepe Peregil, también en Sevilla. El busto de Cristiano Ronaldo en el Estadio Santiago Bernabéu.